# Биље (Мирен-Костањевица)
Биље (словен. Bilje, итал. Biglia) је насељено место у општини Мирен-Костањевица, Горишка регија, Словенија.

## Историја
До територијалне реорганизације у Словенији било је у саставу старе општине Нова Горица.

## Становништво
У попису становништва из 2011. године, Биље је имало 1.191 становника.
| Број становника према пописима | Број становника према пописима | Број становника према пописима |
| ------------------------------ | ------------------------------ | ------------------------------ |
| 1991                           | 2002                           | 2011                           |
| 1.117                          | 1.121                          | 1.191                          |

Напомена: Године 2000. повећано за део насеља Вртојба (Шемпетер–Вртојба).